# Красуха (Труженицкое сельское поселение)
 Красуха  — деревня в Максатихинском районе Тверской области. Входит в состав Малышевского сельского поселения.

## Название
25 августа 2023 года дума Максатихинского муниципального округа внесла предложение в Законодательное собрание Тверской области о переименовании деревни Красуха в Красуха-Труженицкое.

## География
Находится в северо-восточной части Тверской области на расстоянии приблизительно 39 км по прямой на север-северо-запад от районного центра поселка Максатиха.

## История
Деревня была отмечена еще на карте 1825 года. В 1859 году здесь (тогда деревня Вышневолоцкого уезда Тверской губернии) было учтено 5 дворов. До 2014 года входила в Труженицкое сельское поселение до его упразднения.

## Население
Численность населения: 35 человек (1859 год), 81 (русские 94 %) в 2002 году, 44 в 2010.